# Jorge Elias Bahaia
Jorge Elías Bahaia Gueragosian (2 de mayo de 1932 - 12 de julio de 2020), fue un empresario y filántropo salvadoreño de origen palestino. Fundador de la empresa industrial Textufil y múltiples organizaciones de impacto social reconocidas por sus aportes a la educación, salud y al deporte.

## Biografía
Jorge Elías Bahaia nació en 1932. Sus padres llegaron a El Salvador provenientes de Palestina con pocos recursos y comenzaron a trabajar arduamente para poder brindarle a sus hijos educación con valores. Creció en un entorno de principios tales como dedicación al trabajo, humildad, amor al prójimo y sobre todo fe en Dios; formándose la visión y espíritu emprendedor que lo llevarían a convertirse en un empresario exitoso y filántropo.

## Trayectoria
Al graduarse de contador comenzó a trabajar al lado de su padre en un pequeño establecimiento en el centro de San Salvador llamada Almacén Bahaia y Cia. Después de algunos emprendimientos, en 1972 fundó Textufil empresa dedicada a la fabricación de “hilos texturizados de nylon, poliéster y algodón; hilo de coser; tejidos de nylon, poliéster y algodón”, la cual con el tiempo ha llegado a ser una de las empresas textiles más grandes y modernas de la región.

### Aportes a la Educación y Deporte
Apoyó importantes programas sociales como La Liga contra el Cáncer, Fundación Ayúdame a Vivir, Cruz Roja Salvadoreña y la Obra Salesiana a través de la Ciudadela Don Bosco. Lideró la construcción de Villa Palestina en San Luis Talpa, La Paz; y la creación de Funda Tamarindo, en El Tamarindo, La Unión para apoyar a familias de escasos recursos. Fue amante de los deportes en especial del béisbol y realizó grandes contribuciones al desarrollo y la práctica de este deporte en categorías infantiles y juveniles. Junto a otros empresarios y amigos creó la Fundación Educando a un Salvadoreño (FESA), para brindar oportunidad de superación a jóvenes de todo el país a través de una instrucción deportiva, académica y humana.

### Reconocimientos
En 2009 fue galardonado en compañía de sus hijos con el Premio Palma de Oro, la mayor distinción concedida dentro del gremio empresarial en El Salvador. Por parte de la Asociación Salvadoreño de Industriales (ASI) en 2012 obtuvo el reconocimiento al Empresario Benefactor. En 2017 la Universidad Salvadoreña Alberto Masferrer (USAM) le entregó el máximo galardón de doctor honoris causa “en visión empresarial y compromiso humanitario”.